# Coppa del Mondo di nuoto 2004-2005
La XVII edizione della Coppa del Mondo di nuoto (FINA Swimming World Cup 2004-2005) si disputò tra il 19 novembre 2004 e il 20 febbraio 2005.
Le manifestazione si svolse nell'arco di otto tappe, organizzate dalle stesse federazioni dell'anno precedente. La tappa brasiliana fu spostata da Rio de Janeiro a Belo Horizonte.
I vincitori della Coppa furono il sudafricano Ryk Neethling, con il 51"52 (allora record mondiale) ottenuto a New York nei 100 m misti e la svedese Anna-Karin Kammerling, grazie al 25"84 nuotato nei 50 m farfalla a Stoccolma.

## Calendario
| Anno | Cluster               | # | Date             | Sede                          | Impianto                            |
| ---- | --------------------- | - | ---------------- | ----------------------------- | ----------------------------------- |
| 2004 | Africa/ Oceania/ Asia | 1 | 19 - 21 novembre | Durban, Sudafrica             | Kings Park Aquatic Centre           |
| 2004 | Africa/ Oceania/ Asia | 2 | 26 - 28 novembre | Melbourne, Australia          | Melbourne Sports and Aquatic Centre |
| 2004 | Africa/ Oceania/ Asia | 3 | 2 - 3 dicembre   | Daejeon, Corea del Sud        | Chung-mu Swimming Pool              |
|      |                       |   |                  |                               |                                     |
| 2005 | Europa                | 4 | 18 - 19 gennaio  | Stoccolma, Svezia             | Eriksdalsbadet                      |
| 2005 | Europa                | 5 | 22 - 23 gennaio  | Berlino, Germania             | Europa-Sportpark                    |
| 2005 | Europa                | 6 | 26 - 27 gennaio  | Mosca, Russia                 | Olympiisky Tcenter                  |
| 2005 | America               | 7 | 11 - 12 febbraio | East Meadow (NY), Stati Uniti | Nassau County Aquatic Center        |
| 2005 | America               | 8 | 18 - 20 febbraio | Belo Horizonte, Brasile       | Minas Tênis Clube                   |

## Classifiche finali

### Maschile
| Pos.    | Atleta          | Nazionale   | Pti FINA | Perf.   | Gara      | Tappa    |
| ------- | --------------- | ----------- | -------- | ------- | --------- | -------- |
| Oro     | Ryk Neethling   | Sudafrica   | 1108     | 51"52   | 100 misti | New York |
| Argento | Roland Schoeman | Sudafrica   | 1063     | 52"23   | 100 misti | New York |
| Bronzo  | Jim Piper       | Stati Uniti | 1054     | 2'04"03 | 200 rana  | Berlino  |

### Femminile
| Pos.    | Atleta                | Nazionale  | Pti FINA | Perf.   | Gara         | Tappa     |
| ------- | --------------------- | ---------- | -------- | ------- | ------------ | --------- |
| Oro     | Anna-Karin Kammerling | Svezia     | 1019     | 25"84   | 50 farfalla  | Stoccolma |
| Argento | Josefin Lillhage      | Svezia     | 1018     | 1'54"64 | 200 s.l.     | New York  |
| Bronzo  | Martina Moravcová     | Slovacchia | 1004     | 57"08   | 100 farfalla | Mosca     |

## Vincitori

### Durban
Fonte
| Gara         | Atleti                                | Perf.         | Gara  | Atleti                             | Perf.           | Gara   | Atleti                            | Perf.           |
| ------------ | ------------------------------------- | ------------- | ----- | ---------------------------------- | --------------- | ------ | --------------------------------- | --------------- |
| Stile libero |                                       |               |       |                                    |                 |        |                                   |                 |
| 50 m         | Roland Schoeman Alison Sheppard       | 21"61 24"86   | 200 m | Ryk Neethling Solenne Figuès       | 1'45"11 1'56"20 | 800 m  | Sara McLarty                      | 8'27"46         |
| 100 m        | Roland Schoeman Josefin Lillhage      | 47"12 54"48   | 400 m | Jurij Prilukov Sara McLarty        | 3'45"37 4'05"36 | 1500 m | Jurij Prilukov                    | 14'43"33        |
| Dorso        |                                       |               |       |                                    |                 |        |                                   |                 |
| 50 m         | Thomas Rupprath Antje Buschschulte    | 23"68 27"84   | 100 m | Thomas Rupprath Antje Buschschulte | 51"36 59"51     | 200 m  | George du Rand Melissa Corfe      | 1'54"57 2'09"22 |
| Rana         |                                       |               |       |                                    |                 |        |                                   |                 |
| 50 m         | Roland Schoeman Claire Archibald      | 27"26 32"43   | 100 m | Ed Moses Tammy Laubscher           | 58"35 1'09"59   | 200 m  | Ed Moses Tammy Laubscher          | 2'05"53 2'28"02 |
| Farfalla     |                                       |               |       |                                    |                 |        |                                   |                 |
| 50 m         | Thomas Rupprath Anna-Karin Kammerling | 23"48 26"36   | 100 m | Thomas Rupprath Martina Moravcová  | 51"11 57"49     | 200 m  | Thomas Rupprath Martina Moravcová | 1'52"82 2'06"63 |
| Misti        |                                       |               |       |                                    |                 |        |                                   |                 |
| 100 m        | Ryk Neethling Martina Moravcová       | 53"13 1'01"23 | 200 m | Dean Kent Mandy Loots              | 1'58"48 2'13"06 | 400 m  | Lucas Salatta Sara McLarty        | 4'11"77 4'35"57 |

### Melbourne
Fonte
| Gara         | Atleti                         | Perf.         | Gara  | Atleti                            | Perf.           | Gara   | Atleti                             | Perf.           |
| ------------ | ------------------------------ | ------------- | ----- | --------------------------------- | --------------- | ------ | ---------------------------------- | --------------- |
| Stile libero |                                |               |       |                                   |                 |        |                                    |                 |
| 50 m         | Ryk Neethling Libby Lenton     | 21"68 24"58   | 200 m | Ryk Neethling Libby Lenton        | 1'43"79 1'56"98 | 800 m  | Stephanie Williams                 | 8'19"06         |
| 100 m        | Ryk Neethling Libby Lenton     | 46"94 53"58   | 400 m | Jurij Prilukov Stephanie Williams | 3'44"23 4'06"22 | 1500 m | Jurij Prilukov                     | 14'39"67        |
| Dorso        |                                |               |       |                                   |                 |        |                                    |                 |
| 50 m         | Matt Welsh Gao Chang           | 23"86 27"22   | 100 m | Matt Welsh Tayliah Zimmer         | 51"38 59"12     | 200 m  | Aaron Peirsol Tayliah Zimmer       | 1'52"29 2'06"54 |
| Rana         |                                |               |       |                                   |                 |        |                                    |                 |
| 50 m         | Brenton Rickard Jade Edmistone | 26"36 30"46   | 100 m | Brenton Rickard Leisel Jones      | 59"19 1'04"90   | 200 m  | Brenton Rickard Leisel Jones       | 2'07"11 2'19"08 |
| Farfalla     |                                |               |       |                                   |                 |        |                                    |                 |
| 50 m         | Ryk Neethling Libby Lenton     | 23"44 26"57   | 100 m | James Hickman Libby Lenton        | 51"56 57"87     | 200 m  | Nikolaj Skvorcov Jessicah Schipper | 1'53"44 2'07"45 |
| Misti        |                                |               |       |                                   |                 |        |                                    |                 |
| 100 m        | Ryk Neethling Alice Mills      | 53"01 1'00"73 | 200 m | Dean Kent Helen Norfolk           | 1'56"87 2'13"25 | 400 m  | Dean Kent Helen Norfolk            | 4'10"03 4'39"52 |

### Daejeon
| Gara         | Atleti                             | Perf.         | Gara  | Atleti                             | Perf.           | Gara   | Atleti                        | Perf.           |
| ------------ | ---------------------------------- | ------------- | ----- | ---------------------------------- | --------------- | ------ | ----------------------------- | --------------- |
| Stile libero |                                    |               |       |                                    |                 |        |                               |                 |
| 50 m         | Andrej Kapralov Sophie Edington    | 22"27 25"10   | 200 m | Andrej Kapralov Martina Moravcová  | 1'47"43 1'58"07 | 800 m  | Mi Mengjiao                   | 8'32"33         |
| 100 m        | Andrej Kapralov Martina Moravcová  | 48"89 54"13   | 400 m | Jurij Prilukov Mi Mengjiao         | 3'41"19 4'10"58 | 1500 m | Jurij Prilukov                | 14'46"82        |
| Dorso        |                                    |               |       |                                    |                 |        |                               |                 |
| 50 m         | Kenta Yamanoi Tayliah Zimmer       | 24"49 27"78   | 100 m | Evgeny Aleshin Tayliah Zimmer      | 52"91 59"07     | 200 m  | Evgeny Aleshin Tayliah Zimmer | 1'53"75 2'09"18 |
| Rana         |                                    |               |       |                                    |                 |        |                               |                 |
| 50 m         | You Seung-hun Kristy Morrison      | 27"56 31"80   | 100 m | You Seung-hun Kristy Morrison      | 1'00"01 1'08"32 | 200 m  | Neil Versfeld Josefin Wede    | 2'10"76 2'25"51 |
| Farfalla     |                                    |               |       |                                    |                 |        |                               |                 |
| 50 m         | Nikolaj Skvorcov Martina Moravcová | 23"87 26"65   | 100 m | Nikolaj Skvorcov Martina Moravcová | 52"02 58"33     | 200 m  | Nikolaj Skvorcov Kown You-ri  | 1'52"81 2'08"59 |
| Misti        |                                    |               |       |                                    |                 |        |                               |                 |
| 100 m        | Christian Keller Martina Moravcová | 55"56 1'00"96 | 200 m | Taishi Okude Maiko Fujino          | 1'59"40 2'12"09 | 400 m  | Shinya Taniguchi Maiko Fujino | 4'11"81 4'38"00 |

### Stoccolma
Fonte
| Gara         | Atleti                            | Perf.         | Gara  | Atleti                         | Perf.           | Gara   | Atleti                         | Perf.           |
| ------------ | --------------------------------- | ------------- | ----- | ------------------------------ | --------------- | ------ | ------------------------------ | --------------- |
| Stile libero |                                   |               |       |                                |                 |        |                                |                 |
| 50 m         | Roland Schoeman Therese Alshammar | 21"53 24"29   | 200 m | Ryk Neethling Josefin Lillhage | 1'43"01 1'55"40 | 800 m  | Lotte Friis                    | 8'25"51         |
| 100 m        | Roland Schoeman Josefin Lillhage  | 46"45 53"26   | 400 m | Jurij Prilukov Rachel Komisarz | 3'42"46 4'06"09 | 1500 m | Jurij Prilukov                 | 14'41"06        |
| Dorso        |                                   |               |       |                                |                 |        |                                |                 |
| 50 m         | Randall Bal Ilona Hlaváčková      | 24"09 27"63   | 100 m | Randall Bal Louise Ørnsted     | 51"66 59"06     | 200 m  | Markus Rogan Hanae Itō         | 1'52"03 2'07"18 |
| Rana         |                                   |               |       |                                |                 |        |                                |                 |
| 50 m         | Ed Moses Alison Sheppard          | 26"75 31"58   | 100 m | Ed Moses Elena Bogamazova      | 58"03 1'08"14   | 200 m  | Ed Moses Yuko Sakaguchi        | 2'05"00 2'26"30 |
| Farfalla     |                                   |               |       |                                |                 |        |                                |                 |
| 50 m         | Ryo Takayasu Therese Alshammar    | 23"51 25"65   | 100 m | Ryo Takayasu Martina Moravcová | 51"06 57"25     | 200 m  | Takeshi Matsuda Mette Jacobsen | 1'53"59 2'05"78 |
| Misti        |                                   |               |       |                                |                 |        |                                |                 |
| 100 m        | Roland Schoeman Martina Moravcová | 52"51 1'01"06 | 200 m | Hidemasa Sano Yang Yu          | 1'57"04 2'11"42 | 400 m  | Hidemasa Sano Misa Amano       | 4'07"07 4'28"39 |

### Berlino
Fonte
| 23"77 |
| 27"55 |

| 51"16 |
| 58"51 |

### Mosca
Fonte
| Gara         | Atleti                          | Perf.         | Gara  | Atleti                              | Perf.           | Gara   | Atleti                          | Perf.           |
| ------------ | ------------------------------- | ------------- | ----- | ----------------------------------- | --------------- | ------ | ------------------------------- | --------------- |
| Stile libero |                                 |               |       |                                     |                 |        |                                 |                 |
| 50 m         | Jason Lezak Sviatlana Khakhlova | 21"69 24"65   | 200 m | Saulius Binevičius Josefin Lillhage | 1'45"92 1'56"01 | 800 m  | Anastasiya Ivanenko             | 8'20"59         |
| 100 m        | Ryk Neethling Josefin Lillhage  | 47"30 54"19   | 400 m | Jurij Prilukov Rachel Komisarz      | 3'45"04 4'05"35 | 1500 m | Jurij Prilukov                  | 14'37"99        |
| Dorso        |                                 |               |       |                                     |                 |        |                                 |                 |
| 50 m         | Randall Bal Kateryna Zubkova    | 24"12 27"45   | 100 m | Randall Bal Kateryna Zubkova        | 52"00 58"42     | 200 m  | Evgeny Aleshin Hanae Itō        | 1'53"90 2'06"65 |
| Rana         |                                 |               |       |                                     |                 |        |                                 |                 |
| 50 m         | Oleh Lisohor Elena Bogomazova   | 26"67 31"36   | 100 m | Oleh Lisohor Elena Bogomazova       | 58"39 1'07"02   | 200 m  | Grigorij Falko Yuko Sakaguchi   | 2'06"51 2'25"19 |
| Farfalla     |                                 |               |       |                                     |                 |        |                                 |                 |
| 50 m         | Ryo Takayasu Martina Moravcová  | 23"44 26"77   | 100 m | Nikolaj Skvorcov Martina Moravcová  | 51"39 57"08     | 200 m  | Takeshi Matsuda Ayako Doi       | 1'54"14 2'08"05 |
| Misti        |                                 |               |       |                                     |                 |        |                                 |                 |
| 100 m        | Ryk Neethling Martina Moravcová | 52"01 1'00"87 | 200 m | Ryk Neethling Daria Belyakina       | 1'57"22 2'13"15 | 400 m  | Igor Berezutskii Yana Martynova | 4'08"20 4'42"42 |

### New York
Fonte
| Gara         | Atleti                            | Perf.         | Gara  | Atleti                            | Perf.           | Gara   | Atleti                          | Perf.           |
| ------------ | --------------------------------- | ------------- | ----- | --------------------------------- | --------------- | ------ | ------------------------------- | --------------- |
| Stile libero |                                   |               |       |                                   |                 |        |                                 |                 |
| 50 m         | Ryk Neethling Therese Alshammar   | 21"44 24"23   | 200 m | Ryk Neethling Josefin Lillhage    | 1'43"12 1'54"64 | 800 m  | Kate Ziegler                    | 8'16"32         |
| 100 m        | Roland Schoeman Josefin Lillhage  | 46"27 53"54   | 400 m | Jurij Prilukov Kate Ziegler       | 3'44"90 4'05"52 | 1500 m | Jurij Prilukov                  | 14'44"99        |
| Dorso        |                                   |               |       |                                   |                 |        |                                 |                 |
| 50 m         | Randall Bal Ilona Hlaváčková      | 23"80 27"60   | 100 m | Randall Bal Martina Moravcová     | 51"49 1'00"68   | 200 m  | Randall Bal Anja Čarman         | 1'53"06 2'08"53 |
| Rana         |                                   |               |       |                                   |                 |        |                                 |                 |
| 50 m         | Oleh Lisohor Tara Kirk            | 26"60 30"85   | 100 m | Oleh Lisohor Tara Kirk            | 58"41 1'06"52   | 200 m  | Ed Moses Tara Kirk              | 2'07"65 2'25"45 |
| Farfalla     |                                   |               |       |                                   |                 |        |                                 |                 |
| 50 m         | Roland Schoeman Therese Alshammar | 23"18 25"79   | 100 m | Franck Esposito Martina Moravcová | 51"71 57"91     | 200 m  | Franck Esposito Kaitlin Sandeno | 1'54"50 2'07"45 |
| Misti        |                                   |               |       |                                   |                 |        |                                 |                 |
| 100 m        | Ryk Neethling Martina Moravcová   | 51"52 1'00"73 | 200 m | Thiago Pereira Kaitlin Sandeno    | 1'58"08 2'12"48 | 400 m  | Thiago Pereira Kaitlin Sandeno  | 4'11"35 4'34"98 |

### Belo Horizonte
| Gara         | Atleti                           | Perf.         | Gara  | Atleti                             | Perf.           | Gara   | Atleti                          | Perf.           |
| ------------ | -------------------------------- | ------------- | ----- | ---------------------------------- | --------------- | ------ | ------------------------------- | --------------- |
| Stile libero |                                  |               |       |                                    |                 |        |                                 |                 |
| 50 m         | Ryk Neethling Therese Alshammar  | 21"44 24"66   | 200 m | Ryk Neethling Kaitlin Sandeno      | 1'45"35 1'56"68 | 800 m  | Camelia Potec                   | 8'31"76         |
| 100 m        | Ryk Neethling Therese Alshammar  | 47"50 53"39   | 400 m | Jurij Prilukov Camelia Potec       | 3'44"49 4'05"38 | 1500 m | Jurij Prilukov                  | 14'53"68        |
| Dorso        |                                  |               |       |                                    |                 |        |                                 |                 |
| 50 m         | Thomas Rupprath Ilona Hlaváčková | 24"28 27"88   | 100 m | Thomas Rupprath Antje Buschschulte | 51"76 58"40     | 200 m  | Bryce Hunt Antje Buschschulte   | 1'53"86 2'08"02 |
| Rana         |                                  |               |       |                                    |                 |        |                                 |                 |
| 50 m         | Roman Sludnov Elena Bogomazova   | 27"26 31"49   | 100 m | Roman Sludnov Elena Bogomazova     | 59"34 1'08"29   | 200 m  | Roman Sludnov Agustina Giovanni | 2'09"56 2'32"53 |
| Farfalla     |                                  |               |       |                                    |                 |        |                                 |                 |
| 50 m         | Ryk Neethling Therese Alshammar  | 23"17 25"90   | 100 m | Nikolaj Skvorcov Natalie Coughlin  | 51"25 58"71     | 200 m  | Nikolaj Skvorcov Kown You-ri    | 1'53"79 2'10"12 |
| Misti        |                                  |               |       |                                    |                 |        |                                 |                 |
| 100 m        | Ryk Neethling Natalie Coughlin   | 52"77 1'01"21 | 200 m | Thiago Pereira Kaitlin Sandeno     | 1'57"99 2'14"76 | 400 m  | Thiago Pereira Kaitlin Sandeno  | 4'15"69 4'40"40 |